# Albufeira
Albufeira és un municipi portuguès, situat al districte de Faro, a la regió d'Algarve i a la subregió de l'Algarve. L'any 2021 tenia 44.168 habitants. Limita al nord-oest amb Silves, al nord-est amb Loulé i a migdia amb l'oceà Atlàntic.
El nom d'Albufeira prové de la paraula àrab البحيرة (al-Buħayra), un nom del segle viii que vol dir –com el català albufera– la llacuna o vora el mar, o, segons altres fonts, castell de la mar, dempeus i en un amfiteatre sobre el mar. De l'època àrab persisteixen els carrerons, l'antic castell i les cases molt blanques amb els seus bancals i arcs.
El municipi és dividit en cinc freguesies:
- Albufeira
- Ferreiras
- Guia
- Olhos de Água
- Paderne

El municipi es va agermanar amb Fife a Escòcia i Sal al Cap Verd.

## Població
| 1801  | 1849  | 1900   | 1930   | 1960   | 1981   | 1991   | 2001   | 2004   | 2011   | 2021   |
| 4.537 | 7.443 | 10.980 | 14.444 | 14.736 | 17.218 | 20.949 | 31.543 | 35.281 | 40.657 | 44.168 |